# Nuxis
Nuxis (in sardo Nuxis o Nucis) è un comune italiano di 1 387 abitanti della provincia del Sulcis Iglesiente, nella regione del Sulcis.

## Storia
Il territorio di Nuxis è abitato dal neolitico, come testimonia la necropoli di cultura Monte Claro di S'Acqua cadda. All'età del bronzo appartengono i resti di vari nuraghi e del pozzo sacro di Tattinu.
In periodo giudicale il paese era chiamato Nughes o Nugis (nome presumibilmente derivante dalla presenza di alberi da noce) e faceva parte del giudicato di Calari, nella curatoria del Sulcis. Dopo il 1258 passò a Ugolino della Gherardesca e successivamente al comune di Pisa e agli Aragonesi che lo affidarono a vari feudatari. A partire dal 1397 circa il villaggio di Nuxis risulta spopolato.
Nel XVIII secolo si assistette a un ripopolamento del territorio e del paese, che divenne uno dei più importanti del Sulcis. Ottenne lo status di comune autonomo nel 1957, staccandosi da Santadi.

### Simboli
Lo stemma in uso è stato approvato con deliberazione del Consiglio Comunale n. 14 del 29 giugno 2007.
rametto d'ulivo al naturale; nel terzo d'argento, al rametto di noce al naturale; nel quarto di rosso, alla stella di 8 punte d'argento, accompagnata in capo da un libro d'argento, sul quale è scritto 1957; sul tutto in cuore una clessidra d'argento.»
Il gonfalone è un drappo di bianco.

## Monumenti e luoghi d'interesse

### Architetture religiose
I principali edifici di culto sono la chiesa parrocchiale di San Pietro e la chiesa bizantina di Sant'Elia di Tattinu.

### Siti archeologici
- Pozzo sacro di Tattinu

### Miniere
Nel territorio comunale di Nuxis sono presenti varie miniere, segno di un'attività mineraria estrattiva che dura da millenni. Tra i tipi di materiale estratto è degno di nota il raro marmo nero di Nuxis, o Tamara. Sono presenti le seguenti miniere dismesse:
- miniera di Bau Pressiu
- miniera di Bacchera e Tattinu
- miniera di Bacchixeddu
- miniera di Ilario
- miniera di Is Ollargius - Tattinu
- miniera di Is Pilius "Sa Minieredda"
- miniera di Is Piras
- miniera di monte Tamara (San Pietro)
- miniera di Peppi Mereu
- miniera di Sa Marchesa
- miniera di Ega de is Frissas (miniera di ferro)
- miniera di Serra Sirbonis
- miniera di Su Sinibadroxiu (Su Sinibidraxiu).

## Società

### Evoluzione demografica
Abitanti censiti

### Etnie e minoranze straniere
Secondo i dati ISTAT al 31 dicembre 2010 la popolazione straniera residente era di 42 persone. Le nazionalità maggiormente rappresentate in base alla loro percentuale sul totale della popolazione residente erano:
Marocco 20 1,21%

### Lingue e dialetti
La variante del sardo parlata a Nuxis è il campidanese sulcitano.

## Geografia antropica

### Frazioni
Il comune di Nuxis comprende anche le frazioni di:
- Acquacadda
- Crabì
- Is Orionis
- Is Pinnas
- Is Pittaus
- Is Santus
- L'Osteria
- Pilisi
- S'Acqua Callenti de Basciu
- S'Acqua Callenti de Susu
- Su Peppi Mereu